# Guglielmo Ferrante
Guglielmo Ferrante (Lettomanoppello, 2 dicembre 1958) è un ex calciatore italiano, di ruolo difensore.

## Carriera
Crebbe nel Francavilla dove disputò due campionati di Serie D e due di Serie C2.
Nel 1980 approda al Taranto che lo fa giocare titolare in Serie B e dopo una stagione lo cede all'Avellino con cui gioca 13 gare in Serie A (esordio in massima serie il 13 settembre 1981 in occasione del pareggio esterno con la Roma).
La stagione successiva torna a Taranto che dopo 6 partite in Serie C1 lo cede alla Sambenedettese dove gioca altri due anni in Serie B.
Nel 1984 passa al Foggia dove gioca due anni in Serie C1, poi passa per un anno in prestito al Celano e quindi fa ritorno in rossonero (al Foggia) per altre due stagioni di Serie C1 e una, la sua ultima, in Serie B.
In seguito gioca con la maglie di Castel di Sangro in Serie C2, Ischia Isolaverde in Serie C1 e Fermana nel Campionato Nazionale Dilettanti
Ha totalizzato complessivamente 14 presenze in Serie A e 112 presenze e 3 reti in Serie B.

## Palmarès

### Competizioni nazionali
- Campionato Interregionale: 1

Celano: 1986-1987 (girone G)

### Competizioni regionali
- Promozione: 2

Francavilla: 1974-1975, 1975-1976